# St Francisbaai
St Francisbaai (Nederlands: Sint-Francisbaai, Engels: St Francis Bay; vaak afgekort tot St Francis) is een van de dorpen van de Kougagemeente in de Oost-Kaap van Zuid-Afrika. Het ligt aan de Indische Oceaan, vlak bij de monding van de Kromrivier. St Francisbaai is een vrij nieuw dorp met 5.000 inwoners, dat uit verschillende boerderijen is ontstaan. Het dorp is verdeeld in zes locaties: het oorspronkelijk deel, dat exclusief uit witte huizen met rieten daken bestaat, Santareme, het gedeelte met een Toscaans-/Spaansachtige stijl, het havengebied, de kaap, de kanalen en Sea Vista, een krottenwijk waar de meeste kleurlingen en zwarte bewoners verblijven.

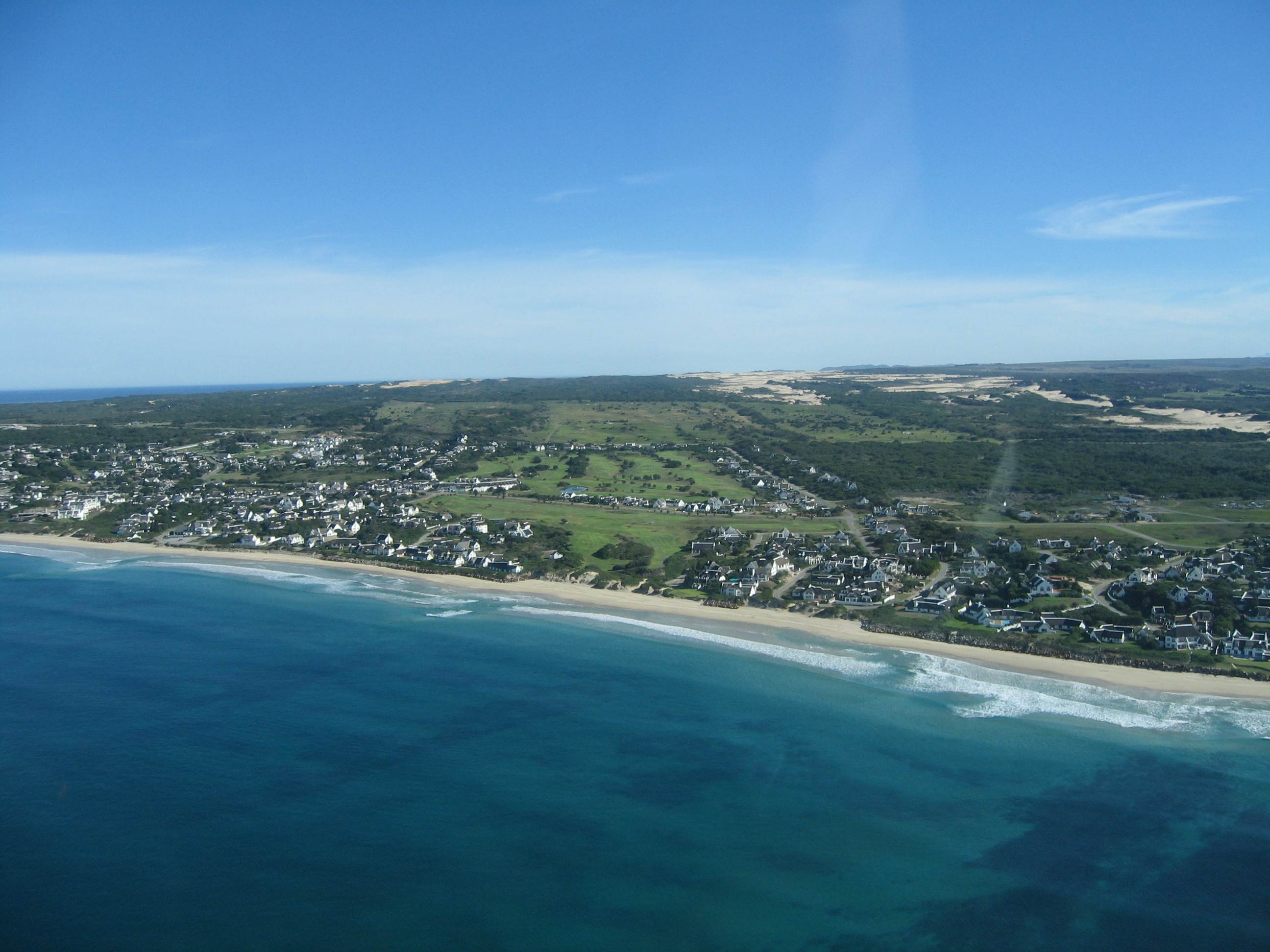
Luchtfoto van St Francisbaai

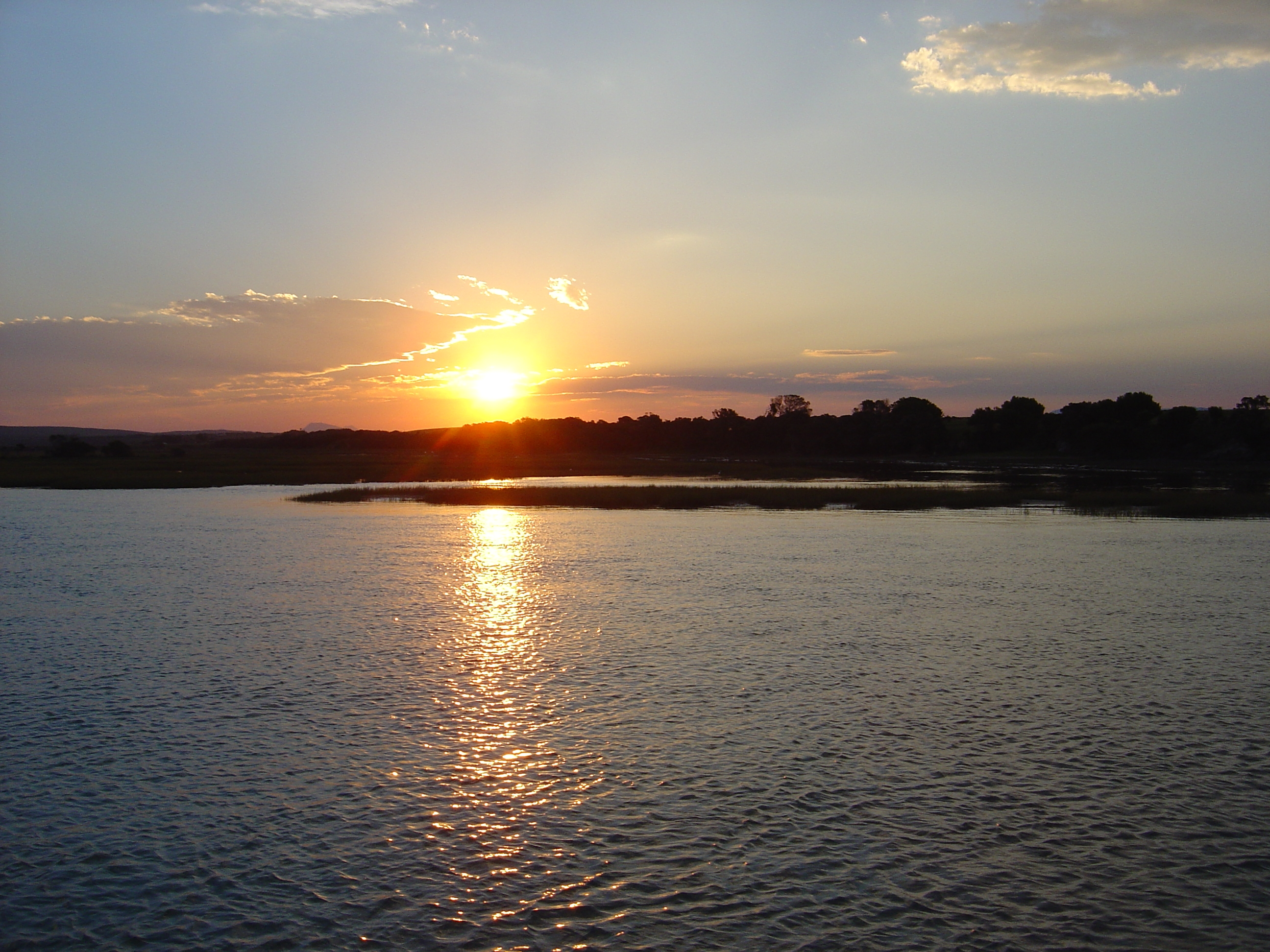
De Kromrivier.

Voordat de Europeanen zich er vestigden, werd het gebied bewoond door de Khoi. De naam is afkomstig van de Portugese ontdekkingsreiziger Manuel de Perestrelo die in 1575 St Francisbaai zijn naam gaf. In Santereme zijn enkele San-skeletten gevonden. Deze skeletten zijn ongeveer 5000 jaar oud. Het dorp is ontstaan rond 1950. De Portugese invloeden zijn tot een minimum beperkt gebleven, het enige wat nog aan Portugal en het Middellandse Zeegebied doet denken zijn de Spaans- en Portugeesachtige straatnamen en bouwstijl in Santareme.
Kaap St Francis is een afzonderlijk dorp dat vaak tot St Francisbaai gerekend wordt. Vroeger heette het Kaap Serras. Het werd eveneens ontdekt door Manuelo de Perestrelo. Het is een plek waar veel surfers komen.

## Subplaatsen
Het nationaal instituut voor de statistiek, Stats SA, deelt sinds de census 2011 deze hoofdplaats in in 3 zogenaamde subplaatsen (sub place):
Sea Vista • St Francis Bay SP • St Francis Links.